# Adam Komers
Adam Komers (* 23. listopadu 1965 Kolín) je český novinář, výtvarník a podnikatel.
V letech 1990–2016 pracoval jako redaktor zpravodajství České televize. Byl předákem během krize na přelomu let 2000 a 2001, kdy část redaktorů stála proti nově zvolenému řediteli Jiřímu Hodačovi a šéfce zpravodajství Janě Bobošíkové. V 90. letech též pracoval na TV Prima jako zástupce šéfredaktora zpravodajství Jana Martinka. Již v roce 2001 mu hrozilo stažení z obrazovky poté, co nazval brněnské studio ČT „normalizační drahošovskou televizí“. Důvodem bylo Komersovo nevhodné chování vůči řediteli studia Zdeňku Drahošovi.
Moderoval regionální zprávy do roku 2002, kdy rezignoval z osobních důvodů, ale i nadále pracoval jako redaktor v České televizi. V říjnu 2013 spolu s moderátorkou Danielou Drtinovou odevzdal Radě ČT stížnost na vedení televize, podle které šéfredaktor zpravodajství České televize Petr Mrzena zasahoval do zpravodajství ve prospěch prezidenta Miloše Zemana a strany SPOZ. V témže roce rezignoval na funkci zástupce šéfredaktora České televize. V roce 2016 odešel z České televize, neboť nechtěl pracovat v archivu. V roce 2020 oslovil poslance a Radu České televize dopisem, kde upozorňuje na politickou skupinu, která se snaží ovládnout a umlčet Českou televizi.